# Svjetska organizacija za zaštitu prirode
Svjetska organizacija za zaštitu prirode (engleski: World Wide Fund for Nature, prije World Wildlife Fund na međunarodnoj razini, no i dalje nosi to ime u Kanadi i Sjedinjenim Američkim Državama), službena skraćenica WWF, međunarodna je nevladina organizacija osnovana 1961. godine sa svrhom promocije i djelovanja u području ekologije i zaštite prirode.
Cilj Svjetske organizacije za zaštitu prirode je sprječavanje degradacije životnog okruženja na Zemlji i stvaranje uvjeta za budućnost u kojoj bi ljudi stvarali u harmoniji s prirodom. Zbog toga Svjetska organizacija za zaštitu prirode, u suradnji s brojnim partnerima iz preko 100 država, radi na očuvanju bioraznolikosti i smanjenju antropogenog pritiska na prirodna staništa. Strategija organizacije usmjerena je na zaštitu i očuvanje ključnih krajolika i vrsta koje su od izuzetne važnosti za njihova staništa ili društvo. Svjetska organizacija za zaštitu prirode od 1995. godine investirala je više od 1 milijardu američkih dolara u više od 12.000 konzervacijskih inicijativa.

## Glavni ciljevi
Svjetska organizacija za zaštitu prirode djeluje u smjeru smanjivanja ekološkog pritiska čovjeka na okolinu – upotrebe zemljišta i prirodnih resursa koji su neophodni za proizvodnju hrane, snabdijevanje vodom, vlaknima i drvnom građom; cilj je i postići povoljniju apsorpciju ugljikovog dioksida koji se ispušta u atmosferu putem mnogobrojnih ljudskih utjecaja. Njen cilj nije udaljavanje ljudi od prirode, vraćanju u prošlost, ili sprječavanje razvoja država ili zajednica, već pronalaženje praktičnih rješenja za zdravi planet, planet na kojoj će i sadašnjim i budućim generacijama biti omogućen zajednički napredak ljudi i prirode, uz racionalno iskorištavanje prirodnih dobara, u stabilno održivom životnom okruženju.
Svjetska organizacija za zaštitu prirode razvila se u jednu od najvećih i najuglednijih nevladinih svjetskih organizacija za zaštitu prirode.
Svjetska organizacija za zaštitu prirode za prirodu ima više od pet milijuna pristalica i predstavništva u više od 100 država.

## Vanjske poveznice
- Službena međunarodna web stranica WWF-a
- Službena web stranica američkog WWF-a
- Službena web stranica WWF Adrije
- WWF International, YouTube